# Poecilopsis laricis
Poecilopsis laricis är en fjärilsart som beskrevs av Harrison. Poecilopsis laricis ingår i släktet Poecilopsis och familjen mätare. Inga underarter finns listade i Catalogue of Life.